# 中山寛
中山 寛（なかやま ゆたか、安政3年11月3日（1856年11月30日） - 昭和17年（1942年）2月4日）は、日本の弁護士。岡山市長。

## 経歴
岡山藩出身。山田方谷らについて学んだ。1879年（明治12年）、代言人試験に合格。自由党に加わり、「岡山日報」を創設した。岡山市会議員、岡山県会議員、岡山市参事会員に選出され、1907年（明治40年）から岡山市助役を務めた。
1918年（大正7年）、岡山市長に就任し、1922年（大正11年）まで務めた。

## 親族
- 中山巍 - 四男[4]。画家。